# 東方三博士の礼拝の三連祭壇画 (ボス)

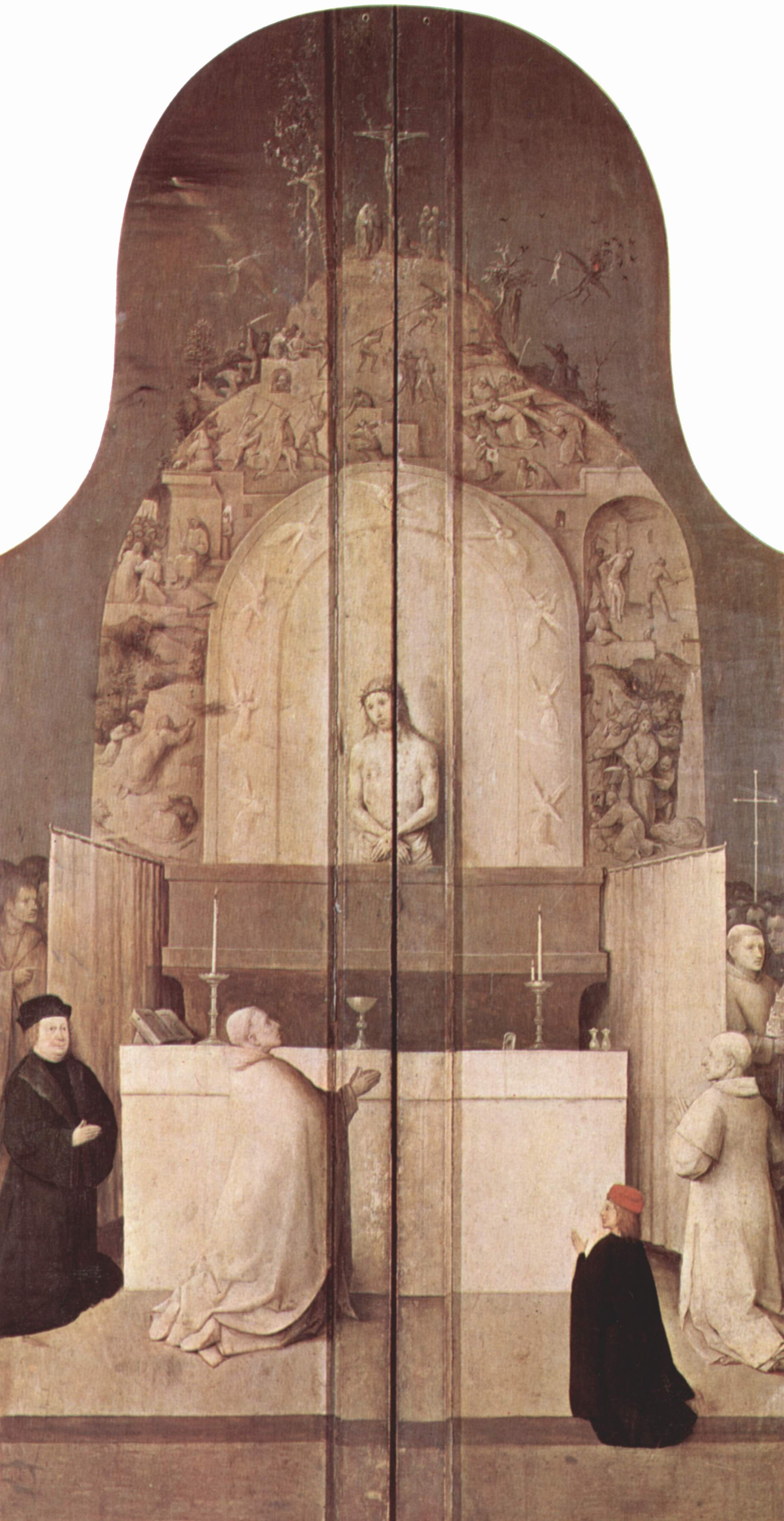
両翼を閉じた状態の祭壇画。
パネルの外側にグリザイユで聖グレゴリウスのミサが描かれている。

『東方三博士の礼拝の三連祭壇画』（とうほうさんはかせのれいはいのさんれんさいだんが、西: Tríptico de La Adoración de los Magos, 英: Triptych of the Adoration of the Magi）は、ルネサンス期の初期フランドル派の画家ヒエロニムス・ボスが1494年頃に制作した木製パネルの三連祭壇画である。
油彩。主題は『新約聖書』「マタイによる福音書」2章で語られているイエス・キリストを礼拝する東方の三博士から取られている（東方三博士の礼拝）。この祭壇画はアントウェルペンの裕福な市民ピーテル・シェイフヴェ（Peeter Scheyfve）とアニエス・デ・グラム（Agnes de Gramme）によって発注された。現在はマドリードのプラド美術館に所蔵されている。

## 主題
「マタイによる福音書」2章によると、イエスがベツレヘムで生まれたとき、東方から3人の博士たちがエルサレムを訪れ、ヘロデ王にユダヤ人の王として生まれた赤子がどこにいるのかと尋ねた。彼らは東方で偉大な王が生まれたことを知らせる星が現れたのを見たので、礼拝するために来たという。不安を感じたヘロデ王は司祭長や学者たちを集めてメシアがどこに生まれるのかを問い質した。すると彼らは「ベツレヘムに生まれる」と答えた。そこでヘロデ王は博士たちに「探している子供を見つけたら知らせてほしい」と言ってベツレヘムに送り出した。博士たちが出発すると、以前見た星が現れて先導し、イエスがいる家の場所で止まった。博士たちが家に入るとマリアと幼いイエスを発見した。彼らはイエスを礼拝し、黄金、乳香、没薬を捧げたのち、夢のお告げに従ってヘロデ王に会わずに帰国した。

## 作品

### 両翼裏面
ボスは珍しいことに、両翼のパネルの裏側にキリストの7つの受難の場面を含む聖グレゴリウスのミサをグリザイユで描いている。この図像は三連祭壇画の扉を閉じると1枚の絵画として姿を現す。聖グレゴリウスはキリストの前の祭壇にひざまずいているが、そこに描かれたキリストは石棺から上半身を現した悲しみの人としての姿であり、飛翔する9人の天使がアーチ状に取り巻いている。祭壇の外縁部にはイエスの生涯の各場面が階層的に配置されている。左下から順にゲッセマネの祈り、キリストの捕縛、ピラトの前のキリスト（ピラトの妻は天蓋の後ろから覗き見ている）、キリストの鞭打ち、いばらの戴冠、十字架の道が描かれ、そして最上部の磔刑で最高潮に達し、罪の贖いの完了を表現している。善良な盗人はすでにキリストの右側の十字架上にあり、天から差し込む一筋の光とともに天使が彼の近くにいる。一方、悪い盗人はキリストの左側に十字架が立てられるのを待っている。イスカリオテのユダは山の右側の木で首を吊っている。2人の男がユダを発見して指さし、悪魔がユダの魂を運び去さろうとしている。
またミサで聖グレゴリウスを助ける教皇と司祭、そして贖いの報いを受け取る寄進者といった奇跡が起こる前景の人物たちから、両側の背景の人物を仕切るカーテンがあることも一般的ではない。ボスは制作の最終段階でこれらのカーテンを追加し、すでに完成した図像の上にそれらをペイントした。学者たちは制作後しばらくして彩色された2人の寄進者を追加したと考えていたが、技術的な研究はボスが制作と同時に寄進者を描いたことを証明している。若い男はピーテルの息子ヤン・シェイフヴェ（Jan Scheyfve）であり、老人はおそらくアントウェルペンの裕福な市民権階級のメンバーで、1495年以前に亡くなったピーテルの父クラウス・シェイフヴェ（Claus Scheyfve）である。

### 両翼パネル
両翼パネルの前景には寄進者と、寄進者の名前の由来となった聖人が描かれている。左翼パネルに描かれているのはピーテル・シェイフヴェと聖ペテロである。黒のローブをまとったピーテルは手を合わせてひざまずき、その背後に赤のローブをまとった聖ペテロが立ち、ピーテルを保護している。聖人の腰にはアトリビュートの天国の鍵が吊り下げられている。さらに画面左端にピーテルの紋章が描かれ、「Een voer al」（One for all, 「一人は万人のために」の意）の金言が記されている。背景では老いた男がその場しのぎの屋根の下で籠の上に座っている。彼はおそらくイエスのおむつを乾かす聖ヨセフである。
右翼パネルに描かれているのはピーテルの2番目の妻アニエス・デ・グラムと聖アグネスである。アニエスもまた黒のドレスをまとい、手を合わせてひざまずいている。聖アグネスはアニエスの背後に立って保護している。画面右端にはアニエスの紋章が描かれている。背景ではクマやオオカミが人々を襲撃している。

### 中央パネル

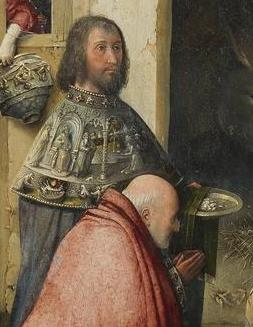
ひざまずく東方三博士の1人メルキオールと、銀のトレイを持って立つカスパール。

中央パネルは伝統的な初期フランドル派の図像に従って描かれた「東方の三博士の礼拝」が描かれている。聖母マリアは不安定な小屋の外に座り、幼児キリストを抱いている。三博士の贈物と衣服はキリストを予兆する『旧約聖書』の各場面で装飾されており、これらの描写によってボスは自身の絵画技術の高さを示している。三博士の最年長者メルキオールはひざまずいて、金と真珠で作られた贈物を聖母の足元に置いている。贈物はイエスの受難の予兆であるイサクの犠牲の場面が彫刻されている。彫刻の主題は罪を暗示する数匹のヒキガエルの像に支えられているという事実によって補強される。メルキオールの王冠は地面にあり、天体に対する地上の力の無力さをほのめかしている。
カスパールはメルキオールの画面奥に立っており、幼児キリストに提供すべく用意した乳香を銀のトレイに乗せて持っている。彼が着用した金属製のクロークの上部は、東方三博士の礼拝に関連するテーマの1つ、ソロモン王に贈物をするべく訪れたシバの女王が彫刻されている（「列王紀上」10章1節-13節）。その下には神の御使いによって息子サムソンの誕生を予言されたマノアとその妻が行った供儀が描かれている（「士師記」13章19節-23節）。サムソンの誕生はキリストの誕生の予兆とされる。

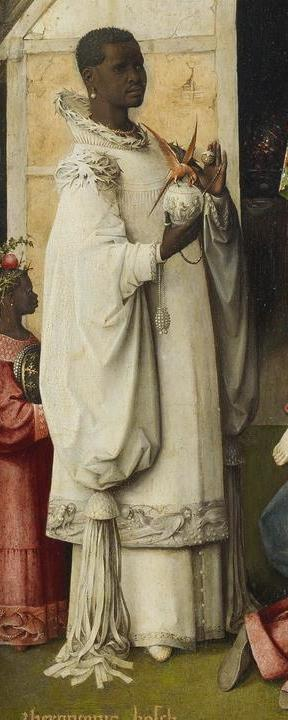
黒人の姿で描かれた東方三博士の1人バルタザール。

最後に黒人として描かれたバルタザールは没薬が入った球形の聖体容器（Pyx）を持っている。容器にはサウル王の死後、ユダ王国のダビデ王の前でひざまずくアブネルの姿が彫刻されている（「サムエル記下」3章10節）。これは『ビブリア・パウペルム』ではシバの女王の訪問とともに東方三博士の礼拝の予兆とされる。容器にとまったフェニックスはくちばしに穀物を集めており、キリストの復活を想起させる。白いマントの肩と首を飾るとげのあるアザミの葉はキリストの受難をほのめかしている。ペイジ（小姓）のチュニックの下端も注目に値する。そこでは大きな魚が小さな魚を食べるモチーフが描かれている。これは下描きの段階で描かれているので、三連祭壇画全体に浸透している救いのテーマの文脈で解釈されるべきである。
小屋はブラバント地方の家畜小屋と似ており、2階は干し草置き場になっている。小屋の入口にいる人物は反キリストとされる。反キリストは人々に囲まれ、赤いマントで体を覆い、頭に金属の小枝が付いた王冠を被っている。珍しい要素である右足首の腫れは受難の別の予兆か、信者に迫る異端の象徴、あるいはハンセン病に襲われた後に反キリストとなったユダヤ人の救世主など様々に解釈されてきた。いずれにせよ、この人物の邪悪な性質は2階の壁の隙間に描かれたフクロウによって表現されている。フクロウは獲物として殺したネズミをそばに置き、上から礼拝の様子を眺めている。反キリストの邪悪な外見は小屋の中にいるグロテスクな人々によって強調されている。その中にはボスが描いた悪魔のような頭飾りの女性がおり、彼女の形の崩れた容貌はひどく醜い表情をしている。
右端の人物たちは「東方三博士の礼拝」の伝統的な要素である羊飼いである。礼拝の場面は彼らが壁の穴や屋根の上から覗き見ることで完成している。小屋の後ろの背景の左側には1軒の家が建っている。この家は白鳥の旗と屋根の鳩小屋で売春宿と分かる。1組の男女が家を見つめ、また1人の男が猿の乗った馬を引っ張ってその方向に向かっており、欲望をほのめかしている。そのすぐ下では左右に配置された2つの騎馬隊が走って進軍している。彼らはいずれも東方的な頭飾りを被っているため、ヘロデ王の兵士が誕生して間のないイエスを殺すために探していると特定できる。雲を背景に描かれた遠景の街はベツレヘムである。街のいくつかの建築物は空想的な外観をしており、壁の外側には風車が建ち、その近くに第3の騎馬の一団が描かれている。

### 技術
下絵は制作段階でいくつかの要素の位置と輪郭に若干の変更を加えたことを示している。一般的にボスは筆と液体媒体を用いて、長くて細く、軽い筆遣いで構図の主要要素を下描きしたが、より太い筆遣いも見られる。モデリングのある領域といくつかのディテールでは、筆遣いは短くなるが、常にモチーフのサイズに適合している。ドレープのひだはそれほど濃くない色で長いストロークで描き、しわや影の部分はしばしばペイント段階でさらに強調した。使用した顔料はボスの他の作品と一致しており、三連祭壇画を黄土色、鉛錫黄、朱色、カーマイン、アズライトをもちいて描いた。唯一の珍しい顔料は天然のウルトラマリンで、聖母のローブで少量使用されている。

## 来歴
1574年、フェリペ2世によってエル・エスコリアル修道院に送られた。それ以来、絵画は同修道院にあり、1605年にホセ・デ・シグエンサによって「狂騒的な幻想性のないエピファニー」として言及された。1839年4月13日の王室命令により、エル・エスコリアル修道院からプラド美術館に移された。2016年に行われた最新の年輪年代学の調査では、木製パネルはほぼ間違いなく1474年以降に製造されたことが判明している。

## ギャラリー

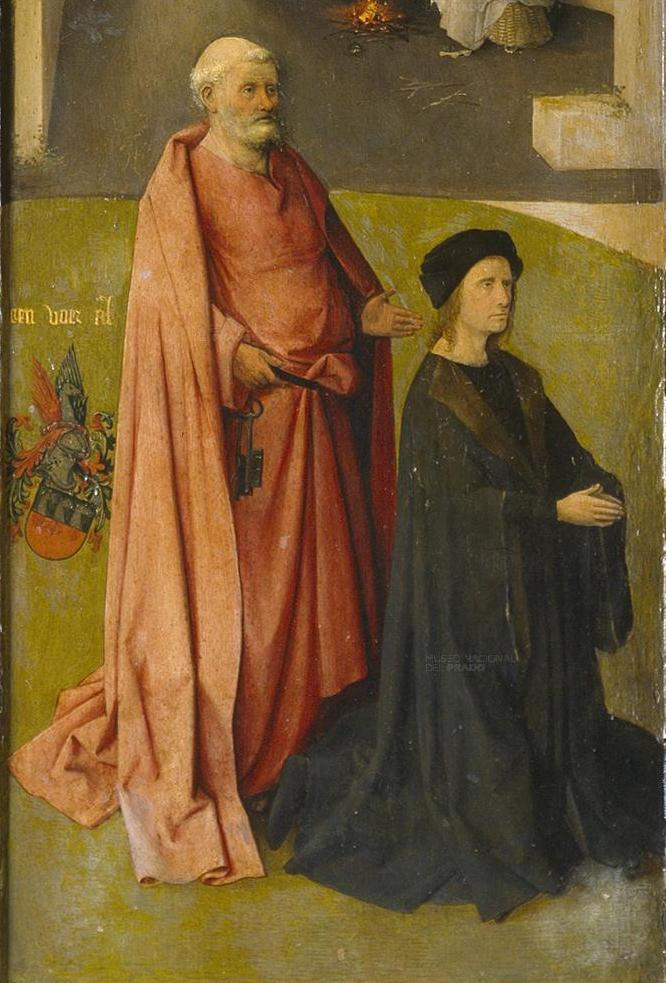
左翼に描かれた聖ペテロと寄進者ピーテル
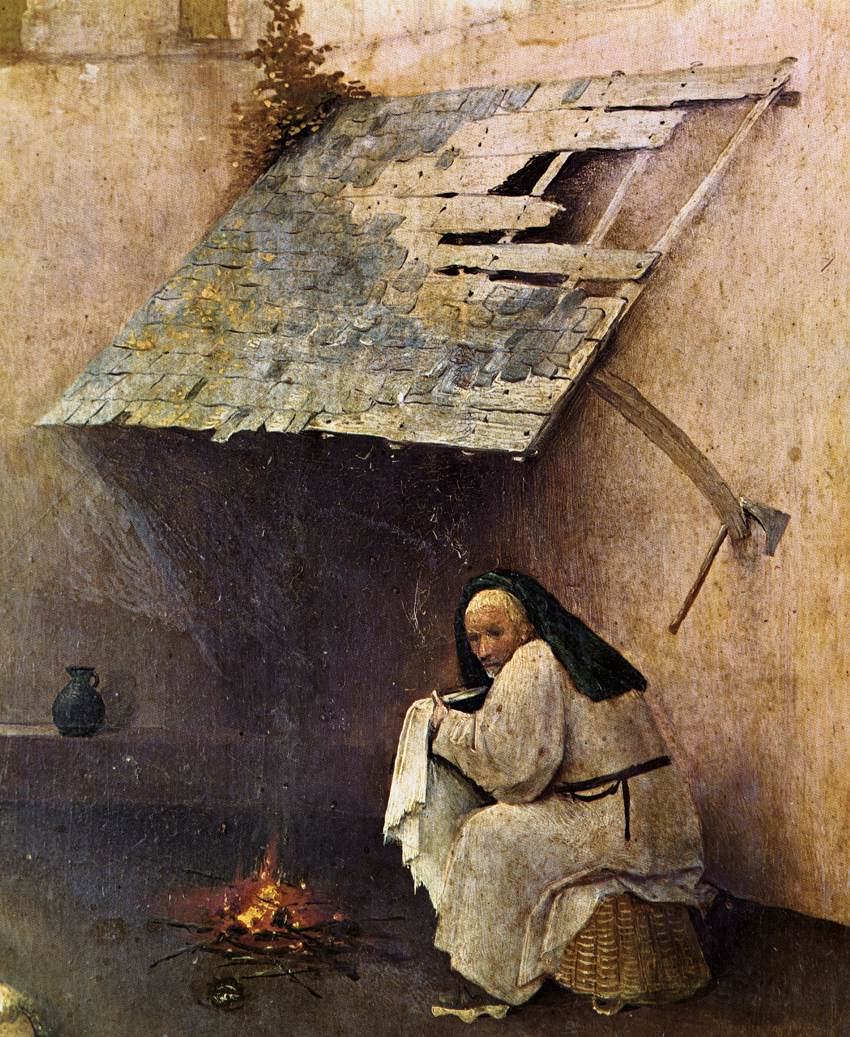
左翼背景の聖ヨセフ
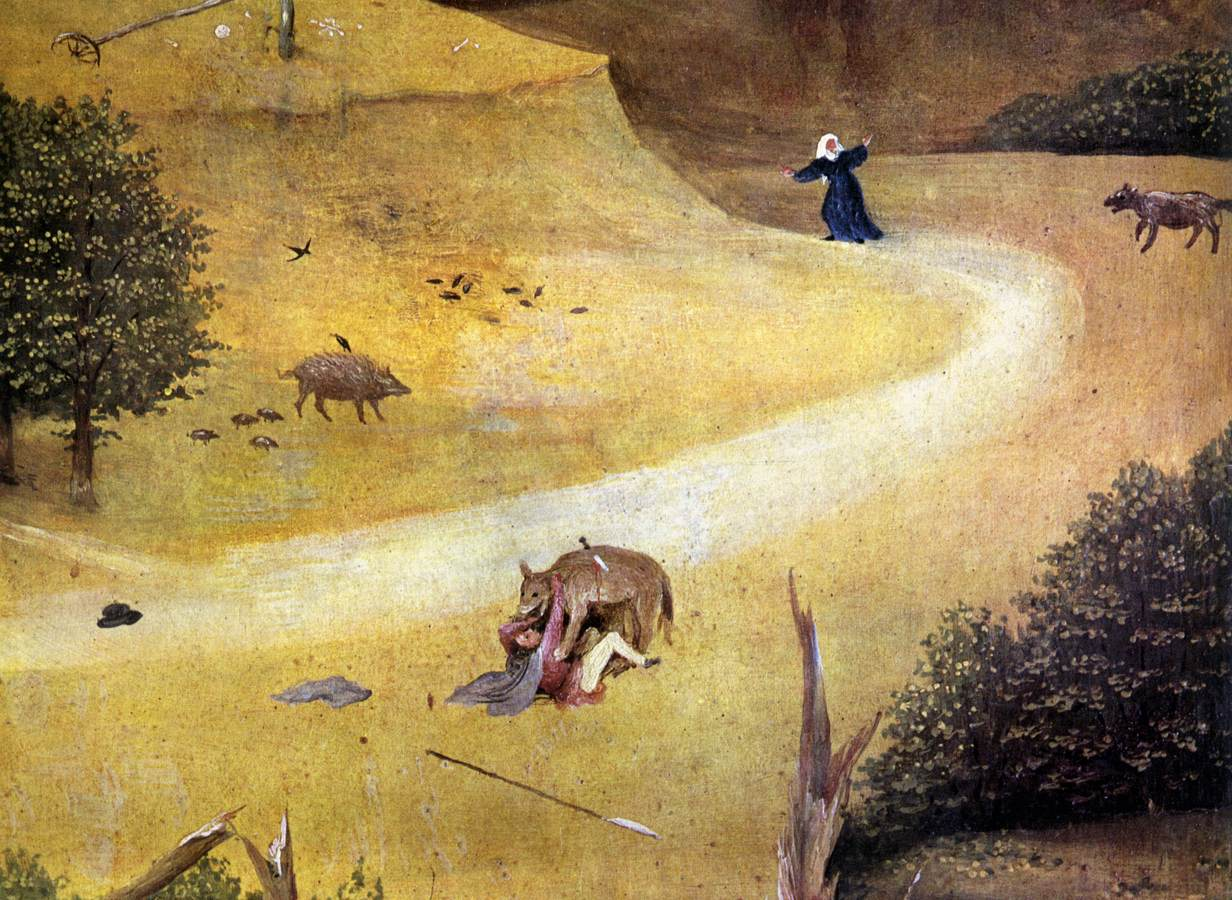
右翼背景のクマとオオカミ
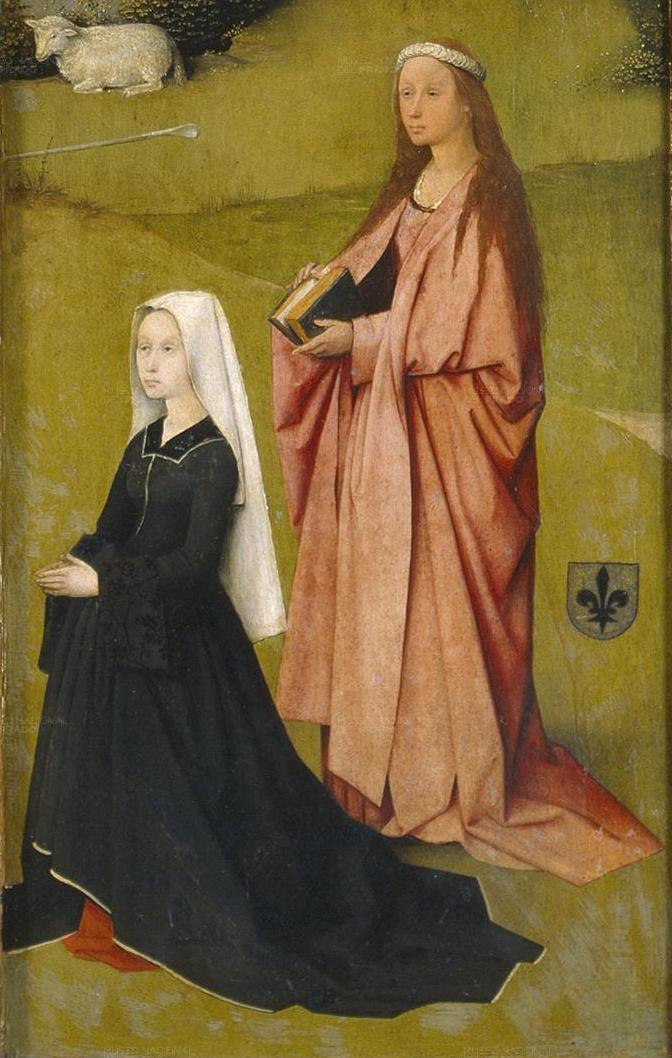
聖アグネスとピーテルの妻アニエス
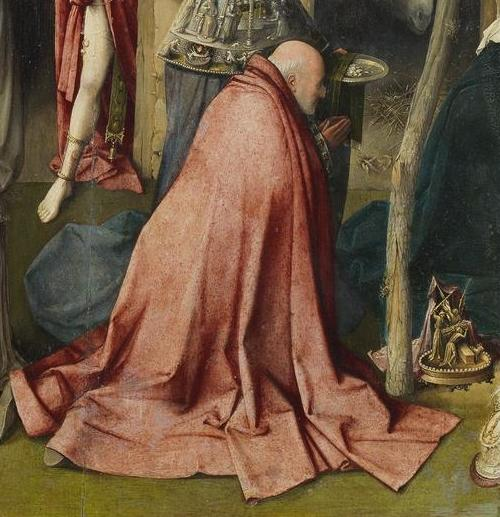
メルキオールとイサクの犠牲の彫刻
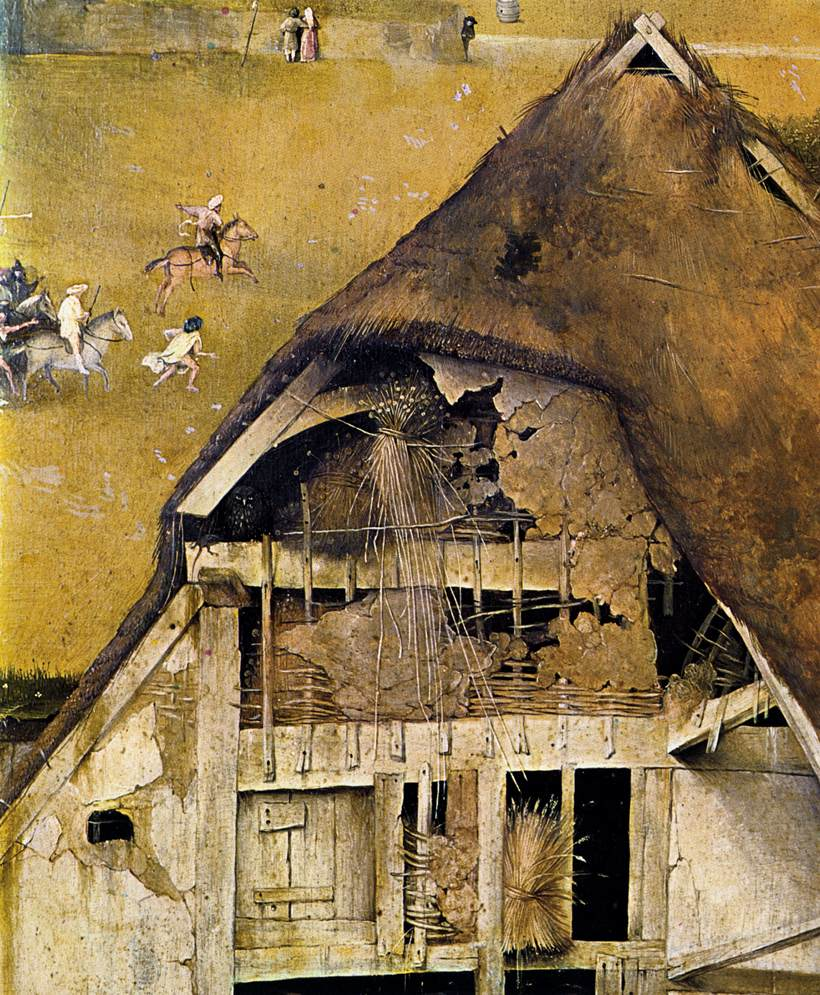
家畜小屋2階の壁のすき間に描かれたフクロウとネズミの死体
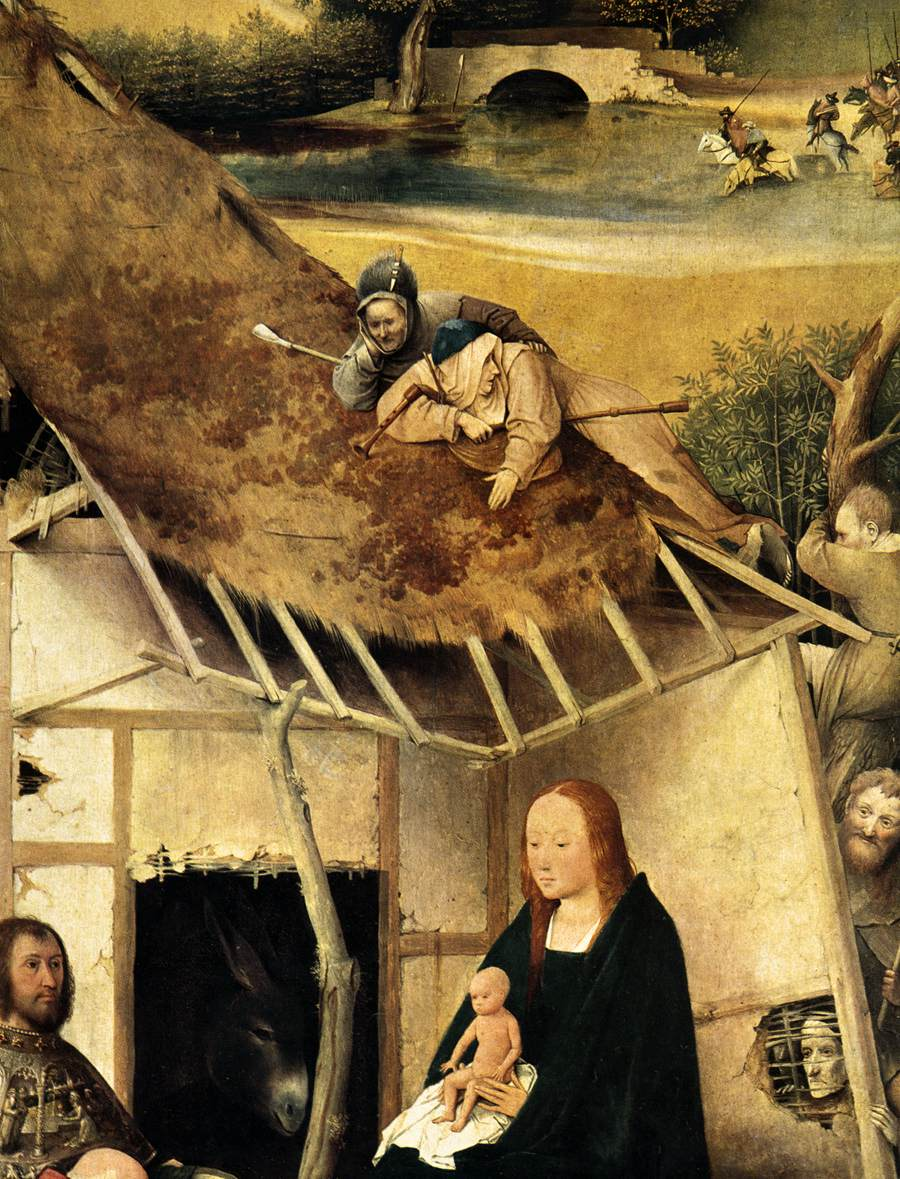
聖母マリアと屋根の上から礼拝を眺める羊飼いたち
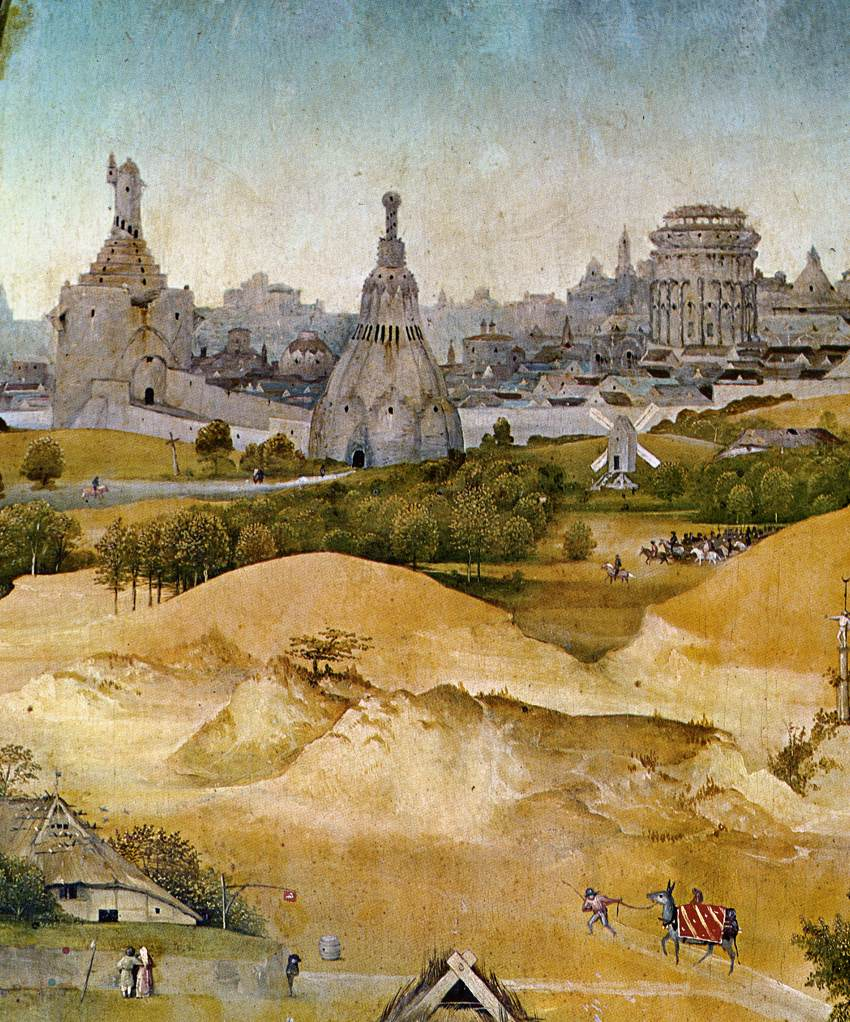
遠景の空想的な建築物が描かれたベツレヘムの街並み